# Tolerancja kształtu
Tolerancja kształtu – odchyłki kształtu elementu rzeczywistego od jego nominalnego odpowiednika.
W normie ISO 1101 tolerancja geometryczna określona jest jako przestrzeń (pole tolerancji), w którym powinna zawierać się powierzchnia lub linia elementu rzeczywistego. Od roku 2017 obowiązuje czwarta edycja normy ISO 1101:2017, która zastąpiła normę ISO 1101:2012.
Odchyłki kształtu dzieli się na:
- prostoliniowości (ang. straightness)
- płaskości (ang. flatness)
- okrągłości (ang. roundness)
- walcowości (ang. cylindricity)
- profilu linii (ang. line profile)
- profilu powierzchni (ang. surface profile).

Charakterystycznymi (wyidealizowanymi) przypadkami:
- prostoliniowości i płaskości są wypukłość i wklęsłość,
- okrągłości – owalność i trójgraniastość,
- walcowości – stożkowatość, baryłkowatość i siodłowatość.

## Prostoliniowość

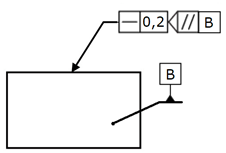
Oznaczenie prostoliniowości linii na płaszczyźnie

Rozróżnia się trzy przypadki odchyłek prostoliniowości. Gdy linia rzeczywista jest krzywą płaską (np. tworzącą walca lub stożka albo linią płaszczyzny) mówi się o prostoliniowości w płaszczyźnie. W takim przypadku pole tolerancji stanowi przestrzeń między dwiema prostymi równoległymi odległymi o wartość tolerancji. Orientacja tych prostych nie jest określona.

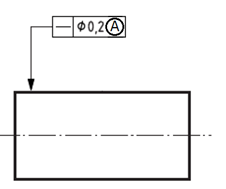
Oznaczenie prostoliniowości w przestrzeni

Jeśli linia rzeczywista jest krzywą przestrzenną, co wynika z umieszczenia odnośnika oznaczenia tolerancji na przedłużeniu linii wymiarowej albo modyfikatora A, a w oznaczeniu tolerancji wartość tolerancji jest poprzedzona symbolem Ø to pole tolerancji ma postać walca o średnicy równej wartości tolerancji. Orientacja tego walca nie jest określona.

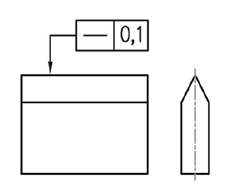
Oznaczenie prostoliniowości w wyznaczonym kierunku

Jeżeli lina rzeczywista jest krzywą przestrzenną, a w oznaczeniu tolerancji wartość tolerancji nie jest poprzedzona symbolem Ø to pole tolerancji ma postać przestrzeni między dwiema równoległymi płaszczyznami odległymi o wartość tolerancji. Orientację płaszczyzn określa kierunek wskazany przez grot linii odnośnika.

## Płaskość

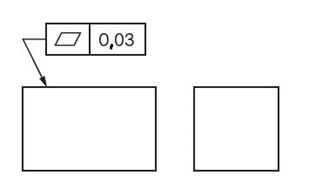
Oznaczenie płaskości

Pole tolerancji płaskości jest zdefiniowane jako przestrzeń między dwiema równoległymi płaszczyznami odległymi o wartość tolerancji. Orientacja tych płaszczyzn nie jest określona.

## Okrągłość

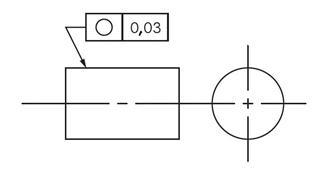
Oznaczenie okrągłości

Pole tolerancji okrągłości jest zdefiniowane jako przestrzeń którą ograniczają dwa okręgi współśrodkowe o różnicy promieni równej wartości tolerancji. Średnice ani położenie tych okręgów nie jest określone. W przypadku elementów walcowych oraz stożkowych, dla których wskazano płaszczyznę przekroju prostopadłą do osi para okręgów leży w jednej płaszczyźnie (pole tolerancji stanowi część płaszczyzny). W przypadku elementów stożkowych konieczne jest wskazanie elementu kierunkującego.

## Walcowość

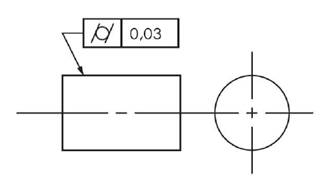
Oznaczenie walcowości

Pole tolerancji walcowości jest zdefiniowane jako przestrzeń którą ograniczają dwa walce współśrodkowe o różnicy promieni równej wartości tolerancji. Średnice ani położenie tych walców nie jest określone.

## Profil linii

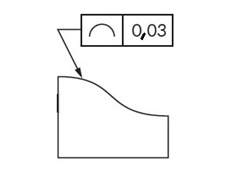
Oznaczenie profilu linii

Pole tolerancji profilu linii jest zdefiniowane jako przestrzeń którą wyznaczają obwiednie okręgów o średnicy równej wartości tolerancji których środki znajdują się na zarysie teoretycznym. Położenie i kierunek przestrzeni tolerancji nie są określone (w oznaczeniu tolerancji nie wskazuje się baz albo wskazuje się bazę która nie ogranicza położenia ani kierunku zarysu teoretycznego). Oznacza to, że pole tolerancji może być względem zaobserwowanego zarysu przemieszczane i obracane.

## Profil powierzchni

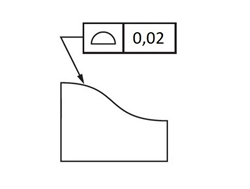
Oznaczenie profilu powierzchni

Pole tolerancji profilu powierzchni jest zdefiniowane jako przestrzeń którą wyznaczają obwiednie kul o średnicy równej wartości tolerancji, których środki znajdują się na powierzchni teoretycznej. Położenie i kierunek przestrzeni tolerancji nie są określone (w ramce tolerancji nie wskazuje się baz). Oznacza to że w celu sprawdzenia wymagania przestrzeni tolerancji może być względem zaobserwowanej powierzchni przemieszczane i obracane.